# Чэн Хуэй
Чэн Хуэй (кит. трад. 程暉, упр. 程晖, пиньинь Chéng Huī; род. 3 января 1973, Цзыгун, Сычуань) — китайская хоккеистка на траве, полевой игрок. Серебряный призёр летних Олимпийских игр 2008 года, участница летних Олимпийских игр 2000 и 2004 годов, бронзовый призёр чемпионата мира 2002 года, чемпионка летних Азиатских игр 2002 года, бронзовый призёр летних Азиатских игр 1998 года.

## Биография
Чэн Хуэй родилась 3 января 1973 года в китайском городском округе Цзыгун провинции Сычуань.
Играла в хоккей на траве за команду Шанхая.
В составе женской сборной Китая дважды выигрывала медали хоккейных турниров летних Азиатских игр: бронзу в 1998 году в Бангкоке, золото в 2002 году в Пусане.
В 1998 году участвовала в чемпионате мира в Утрехте, где китаянки заняли 11-е место. Мячей не забивала.
В 2000 году вошла в состав женской сборной Китая по хоккею на траве на летних Олимпийских играх в Сиднее, занявшей 5-е место. Играла в поле, провела 7 матчей, забила 1 мяч в ворота сборной Германии.
В 2002 году завоевала бронзовую медаль чемпионата мира в Перте. Забила 2 мяча.
В 2004 году вошла в состав женской сборной Китая по хоккею на траве на летних Олимпийских играх в Афинах, занявшей 4-е место. Играла в поле, провела 6 матчей, мячей не забивала.
В 2008 году вошла в состав женской сборной Китая по хоккею на траве на летних Олимпийских играх в Пекине и завоевала серебряную медаль. Играла в поле, провела 7 матчей, мячей не забивала.
Дважды выигрывала медали Трофея чемпионов — золото в 2002 году в Макао, серебро в 2003 году в Сиднее.